# Northwest-Airlines-Flug 1-11
Am 14. Juli 1960 verunfallte auf dem Northwest-Airlines-Flug 1-11 (Flugnummer: NW1-11, Funkrufzeichen: NORTHWEST 1-11), einem interkontinentalen Linienflug der Northwest Airlines von New York City über Seattle, Anchorage, Cold Bay, Tokio und Naha nach Manila, eine Douglas DC-7C, nachdem sie infolge eines Triebwerkschadens im Philippinischen Meer notgewassert werden musste. Von den 58 Personen an Bord starb ein Passagier.

## Maschine
Die betroffene Maschine war eine 1958 im Werk der Douglas Aircraft Company gebaute Douglas DC-7C mit der Werknummer 45462 und der Modellseriennummer 925. Die Maschine wurde am 22. Januar 1958 an Northwest Airlines ausgeliefert und mit dem Luftfahrzeugkennzeichen N292 zugelassen. Das viermotorige Langstreckenflugzeug war mit vier Sternmotoren des Typs Wright R-3350 ausgestattet. Bis zum Zeitpunkt des Unfalls hatte die Maschine 9.233 Betriebsstunden absolviert.

## Passagiere und Besatzung
Den Flug auf dem Flugabschnitt von Okinawa-Naha nach Manila hatten 51 Passagiere angetreten, es befanden sich sieben Besatzungsmitglieder an Bord, die sich ihrerseits in eine vierköpfige Flugbesatzung und eine dreiköpfige Kabinenbesatzung aufteilten:
- Der 53-jährige Flugkapitän David G. Rall verfügte über Musterberechtigungen für die Flugzeugtypen Douglas DC-3, Douglas DC-4, Douglas DC-6, Douglas DC-7 und Martin 2-0-2, seine kumulierte Flugerfahrung belief sich auf 17.780 Flugstunden, wovon er 1.070 Flugstunden im Cockpit der Douglas DC-7 abgeleistet hatte.
- Der 36-jährige Erste Offizier Travis E. Everett besaß Musterberechtigungen für die Flugzeugtypen Douglas DC-4, Douglas DC-6 und Douglas DC-7. Seine Flugerfahrung belief sich auf 2.964 Flugstunden, wovon er 1.190 Flugstunden im Cockpit der Douglas DC-7 absolviert hatte.
- Der 42-jährige Flugingenieur Melvin P. English war im Besitz von Musterberechtigungen für die Flugzeugtypen Douglas DC-6, Douglas DC-7, Lockheed L-1049G Super Constellation und Boeing 377. Er verfügte über 9.017 Stunden Flugerfahrung, wovon er 2.217 Stunden im Cockpit der Douglas DC-7 abgeleistet hatte.
- Der 50-jährige Navigator Theodore A. Wright verfügte über 13.272 Stunden Flugerfahrung.
- Die Kabinenbesatzung bestand aus einem Purser, einer Flugbegleiterin und einem Flugbegleiter.

## Unfallhergang
Nachdem der Flug der Maschine von New York über Seattle, Anchorage, Cold Bay und Tokio ohne besondere Vorkommnisse durchgeführt wurde, landete die Maschine um 16:25 Uhr (GMT) in Okinawa-Naha. Um 17:16 Uhr (GMT) startete die Maschine zum Weiterflug.
Zwei Stunden nach dem Start, um 03:15 Uhr Ortszeit, kam es zu einem erheblichen Leistungsverlust an Triebwerk Nr. 2, was sich in einem Abfall des effektiven Mitteldrucks und des Ladedrucks äußerte. Die Piloten glaubten, dass eine Vereisung des Vergasers die Ursache sei. Das Problem bestand fort und der Kapitän beobachtete, dass die Öltemperatur des Triebwerks stieg.  Der Propeller des Triebwerks Nr. 2 überdrehte und Versuche, diesen in die Segelstellung zu bringen, scheiterten. Die Piloten erhielten von der Flugsicherung eine Freigabe von 18.000 Fuß auf 10.000 Fuß zu sinken. Um 03:40 Uhr erklärten sie Luftnotlage. Während sie sich in 9.000 Fuß Höhe befanden, versuchten sie, das Brandschottabsperrventil auszulösen, wodurch dem Triebwerk Schmiermittel entzogen wurde und so die Rotation des Triebwerks Nr. 2 beendet werden sollte.
Der Propeller des betroffenen Triebwerks riss schließlich ab und durchschlug den Flugzeugrumpf, wobei er ein Loch mit einer Größe von 15 Zoll (etwa 38 Zentimetern) hinterließ. Vom Triebwerk Nr. 2 kam eine Feuerwarnung und um 04:20 Uhr wurde der Flugsicherung in Manila gemeldet, dass die Tragfläche brannte. Die Besatzung versuchte, den Brand zu löschen, hatte dabei jedoch keinen Erfolg. Der Kapitän beschloss daraufhin, das Flugzeug im Philippinischen Meer notzuwassern. Die Piloten leiteten dann einen Notsinkflug ein, bei dem sie aus der Flughöhe von 9.000 Fuß mit 3000 Fuß pro Minute sanken. In einer Höhe von 1.000 Fuß wurde die Sinkrate auf 100 bis 200 Fuß pro Minute reduziert und die Maschine auf dem Meer notgewassert. Dies geschah unter schwierigen Bedingungen: Es war Nacht, es regnete, und die Besatzung war gezwungen, im Instrumentenflugmodus zu handeln. Nach dem Kontakt mit dem Wasser brach das Heck der Maschine hinter dem Druckschott ab, zum gleichen Zeitpunkt wurden die rechte Tragfläche und die Triebwerke abgerissen. Die Tragfläche trieb noch drei Stunden im Meer und diente in dieser Zeit einigen Passagieren als Rettungsfloß. Der Rest des Rumpfes sank innerhalb von acht bis zehn Minuten nach der Notwasserung. Alle Insassen konnten vier bis sechs Stunden nach dem Zwischenfall von Flugzeugen der US Coast Guard und der US Navy geborgen werden. Von den 58 Insassen hatten 44 leichte Verletzungen erlitten. Eine Passagierin kam ums Leben, nachdem sie von dem Propeller getroffen worden war, der den Rumpf durchschlagen hatte.

## Unfallursache
Das Civil Aeronautics Board übernahm nach dem Unfall die Ermittlungen zur Unfallursache. Die Untersuchung des Unfalls ergab, dass die Ursache für den Vorfall in einem internen Ausfall des Triebwerks Nr. 2 lag. Dieser führte zu einer Ölverunreinigung und dem Verlust der Ölversorgung, was schließlich den Abriss des Propellers und einen Brand während des Fluges zur Folge hatte. Dies machte die Notwasserung erforderlich. Die Untersuchung ergab, dass die Besatzung alle verfügbaren Maßnahmen ergriffen hatte, um die Maschine unter Kontrolle zu halten, wobei jedoch letztlich die Notwasserung als einzige Option verblieb. Dank der professionellen Reaktion der Besatzung konnte eine noch größere Katastrophe verhindert werden, und viele Leben wurden gerettet.